# 虹ヶ浜海水浴場

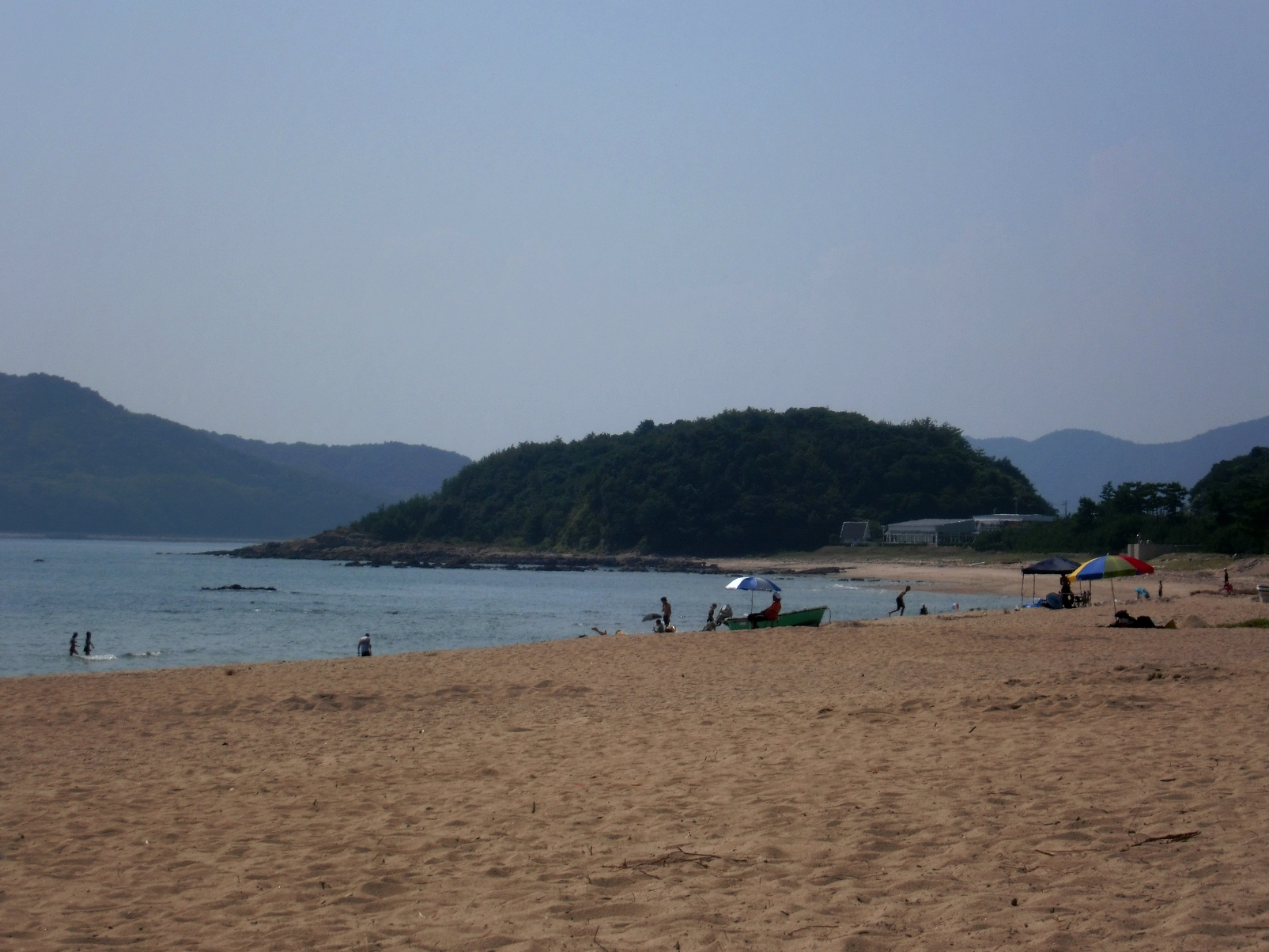
虹ヶ浜海水浴場

虹ヶ浜海水浴場（にじがはまかいすいよくじょう）は、山口県光市にある瀬戸内海（周防灘）に面する海水浴場である。島田川の河口にあり、白砂青松の海岸が2.3kmにわたって続く遠浅の海水浴場で、干潮時には幅50mほどの干潟が現れる。
環境省による「快水浴場百選」や、「白砂青松百選」にも選ばれている。夏季の海水浴客はもちろん、休日には他県からのウィンドサーフィン客が多数訪れる。市街地を挟んで東側には、室積海岸が位置する。
光駅から海水浴場までの「なぎさへの道」で、昭和62年度手づくり郷土賞（ふれあいの並木道）受賞。

## イベント
- 光花火大会
- スターライトファンタジーin虹ヶ浜-「ナイター海水浴」（ナイター営業は日本初）、「渚のライトアップ」、コンサートなど

## 位置
- 北緯33度58分10.8秒 東経131度54分55.5秒 / 北緯33.969667度 東経131.915417度
- 虹ヶ浜海水浴場 - 地理院地図
- 虹ヶ浜海水浴場 - Google マップ

## 周辺
- キャンプ場 - 松林の下でのキャンプが楽しめる。テントやバーベキューコンロなどを貸し出している。（夏季のみ）
- 海水浴場の端には岩場があり、磯釣りができるほか、タイドプールでナマコ、ヒトデ、イソギンチャク、ヤドカリなどの観察ができる。

## アクセス
- JR山陽本線光駅から徒歩約3分。